# Barnim (województwo zachodniopomorskie)
Barnim (niem. Barnimskunow, nazwa przejściowa – Kunowo, Bartniki, Liptów) – wieś w Polsce położona w województwie zachodniopomorskim, w powiecie pyrzyckim, w gminie Warnice, przy drodze wojewódzkiej nr 106 Rzewnowo – Stargard – Pyrzyce.
W latach 1975–1998 miejscowość administracyjnie należała do województwa szczecińskiego.
Barnim to duża wieś, po raz pierwszy wzmiankowana w 1240 r., gdy należała do dóbr biskupów kamieńskich. Pośrodku wsi późnogotycki kościół kamienno-ceglany z 1531 r. z masywną wieżą zwieńczoną obronnymi blankami i ośmiobocznym hełmem. W 1903 r. całkowitemu spaleniu uległa nawa, odbudowano ją w 1904 r.
W południowo-zachodniej części wsi, w sąsiedztwie kościoła zespół pofolwarczny z końca XIX w. z ciekawym gołębnikiem i parkiem podworskim (2 ha) o charakterze krajobrazowym. W północno-wschodniej części wsi drugi zespół pofolwarczny z końca XIX w., z parkiem podworskim (2 ha) obecnie gęsto zarośnięty. Poza wsią ok. 1 km na południowy wschód dawny zespół dworsko-folwarczny z przełomu XIX i XX w., z parterowym dworem – willą z około 1870, o cechach eklektycznych, z czworokątną wieżą umieszczoną centralnie i małym parkiem (1 ha).